# RKB每日控股
株式會社RKB毎日控股（日语：／ RKB Mainichi Horudingusu */?）是一家總部位於日本福岡縣福岡市早良區的廣播控股公司，前身是RKB毎日放送。2016年4月1日，RKB毎日放送株式會社改名為「株式會社RKB每日控股」，成為廣播控股公司，而廣播和電視業務則由第二代「RKB每日放送株式會社」負責。該公司也是近畿地方以西的西日本第一家廣播控股公司。

## 外部連結
- 株式会社RKB每日控股 （页面存档备份，存于）